# Åke Ohlmarks
Åke Joel Ohlmarks, né le 3 juin 1911 à Kristianstad (Suède) et mort le 6 juin 1984 à Brescia (Italie), est un historien, écrivain et traducteur suédois.

## Biographie
Il a notamment traduit Shakespeare, Dante, Nostradamus, les Eddas et le Coran en suédois. Sa traduction du Seigneur des anneaux, parue en 1959-1961, a été sévèrement critiquée par J. R. R. Tolkien et une majorité des lecteurs suédois pour les libertés qu'elle prend avec les noms de personnages et de lieux, ainsi que le style général du roman.